# Inhalación
La inhalación o inspiración es el proceso por el cual entra aire desde el exterior hacia el interior de los pulmones. La comunicación de los pulmones con el exterior se realiza por medio de la tráquea.

## Mecánica inspiratoria
En la inhalación (incorporación de aire al organismo) el músculo diafragma y los músculos intercostales se contraen. El diafragma desciende de su posición y los músculos intercostales, como consecuencia de la postura que adoptan, elevan las costillas. Al suceder esto, el volumen de la caja torácica aumenta conjuntamente con el volumen de los pulmones, y se dispone de un mayor espacio. Como el volumen de los pulmones asciende, la presión del aire que se encuentra en estos disminuye. Producto de la diferencia de presiones (ahora mayor en el exterior) el aire penetra rápidamente por las vías respiratorias hasta el interior de los pulmones. Esta entrada de aire es la inspiración. El efecto contrario es conocido como espiración o exhalación.